# Comuna Vasileuți, Rîșcani
Comuna Vasileuți este o comună din raionul Rîșcani, Republica Moldova. Este formată din satele Vasileuți (sat-reședință), Ciubara, Mihăilenii Noi, Moșeni și Știubeieni.

## Demografie
Conform datelor recensământului din 2014, comuna are o populație de 2.871 de locuitori. La recensământul din 2004 erau 3.235 de locuitori.

## Administrație și politică
Componența Consiliului local Vasileuți (11 consilieri), ales la 5 noiembrie 2023, este următoarea:
|  | Partid                                       | Consilieri | Componență | Componență | Componență | Componență | Componență | Componență | Componență |
|  | -------------------------------------------- | ---------- | ---------- | ---------- | ---------- | ---------- | ---------- | ---------- | ---------- |
|  | Partidul Socialiștilor din Republica Moldova | 7          |            |            |            |            |            |            |            |
|  | Partidul Social Democrat European            | 2          |            |            |            |            |            |            |            |
|  | Partidul „Renaștere”                         | 1          |            |            |            |            |            |            |            |
|  | Candidat independent VASILI CEAICOVSCHI      | 1          |            |            |            |            |            |            |            |